# 조선유교회
조선유교회(朝鮮儒敎會)는 1932년에 조직된 일제강점기의 유교 단체이다. 조선 전체의 유교를 조직화하기 위해 설립되었으나 실제로는 친일 단체로 알려져 있다.

## 개요
사회교화를 목적으로 조직된 전국적 규모의 유교 단체이다. 목표는 “유교의 진리를 천명하야 문화의 향상을 기도”하는 것으로 공표되었다. 그러나 실제로는 일본 제국의 통치에 순응하기 위한 단체라는 분석이 있다.
주요 사업은 교육 기관의 설치와 운영, 잡지와 서적의 발행과 도서관 건설, 사회 풍습의 교정과 폐습 개혁, 대중 본위의 실생활 향상이다. 조직은 종도원과 명리원 체제로 구성되고, 부서별로 교직자를 두는 형태로 구성되었다.
대표자로 김경중·민건식·안익식 등이 있다.

## 연혁
- 1932년 9월 21일 : 경성부에서 창립총회 개최 (대표자 87명 참석)
- 1932년 9월 25일 : 조선유교회 창립식 거행
- 1935년 : 기관지 《일월시보》 창간

## 일월시보
《일월시보》 발간 사업은 조선유교회의 주요 사업 중 하나였다. 조선의 윤리와 도덕 문제, 조선의 산업과 경제 문제, 조선 문학의 문제, 조선인의 발견과 발명, 지방문화의 문제와 발전책, 기타 사회 문제에 대한 기사가 게재되었다.

## 참고자료
- 친일인명사전편찬위원회 (2004년 12월 27일). 《일제협력단체사전 - 국내 중앙편》. 서울: 민족문제연구소. 572-577쪽쪽. ISBN 8995330724.